# Корхмазян, Сергей Аркадьевич
Сергей Аркадьевич Корхмазян — советский хозяйственный, государственный и политический деятель.

## Биография
Родился в 1912 году в Карсе. Член ВКП(б) с 1939 года.
С 1931 года — на хозяйственной, общественной и политической работе. В 1931—1953 гг. — в ГПУ, УНКВД Закавказской СФСР и Грузинской ССР, первый заместитель начальника особого отдела НКВД 46-й армии, начальник особого отдела НКВД — ОКР СМЕРШ 45-й армии Закавказского фронта, начальник ОКР СМЕРШ 33-й армии 1-го Белорусского фронта, заместитель наркома-министра государственной безопасности, министр государственной безопасности Армянской ССР, начальник ОКР МВД 7-й гвардейской армии Закавказского военного округа.
Избирался депутатом Верховного Совета СССР 3-го созыва.